# Identità di Cassini
L'identità di Cassini, scoperta nel 1680 dal matematico ed astronomo italiano Giovanni Cassini, è un'identità che si applica ai numeri di Fibonacci.
La successione di Fibonacci è una successione di numeri interi naturali definita assegnando ai primi due valori
{\displaystyle F_{0}=0}, {\displaystyle F_{1}=1}
e successivamente definendo i restanti valori della successione come la somma dei due precedenti e cioè:
{\displaystyle F_{n}:=F_{n-1}+F_{n-2}} {\displaystyle \forall n\geq 2}
L'identità di Cassini asserisce che per ogni n ≥ 2 si ha:
{\displaystyle F_{n+1}\cdot F_{n-1}-F_{n}^{2}=(-1)^{n}}

## Dimostrazione
Dimostriamo la proprietà procedendo per induzione su n.
Base Induttiva:
Per n = 2 si ha: {\displaystyle F_{3}\cdot F_{1}-F_{2}^{2}=2\cdot 1-1=1=(-1)^{2}}. Quindi l'enunciato è valido per n = 2.
Passo Induttivo:
Supponiamo che la proprietà sia valida per un certo n, ossia che valga {\displaystyle F_{n+1}\cdot F_{n-1}-F_{n}^{2}=(-1)^{n}}, e dimostriamo che allora vale anche per n + 1, cioè che si ha {\displaystyle F_{n+2}\cdot F_{n}-F_{n+1}^{2}=(-1)^{n+1}}.
Da come è definita la successione di Fibonacci, si ricava che  {\displaystyle F_{n-1}=F_{n+1}-F_{n}}; sostituendo nell'ipotesi induttiva si ottiene:
{\displaystyle F_{n+1}\cdot (F_{n+1}-F_{n})-F_{n}^{2}=(-1)^{n}}
da cui segue che
{\displaystyle F_{n+1}^{2}-F_{n+1}\cdot F_{n}-F_{n}^{2}=F_{n+1}^{2}-F_{n}\cdot (F_{n+1}+F_{n})=(-1)^{n}}
Ma {\displaystyle F_{n+1}+F_{n}=F_{n+2}}, dunque:
{\displaystyle F_{n+1}^{2}-F_{n}\cdot F_{n+2}=(-1)^{n}}
e moltiplicando ambo i membri per {\displaystyle -1} si ha
{\displaystyle F_{n}\cdot F_{n+2}-F_{n+1}^{2}=(-1)^{n+1}}.

## Generalizzazioni
Nel 1879, il matematico belga Eugene Catalan propose la seguente generalizzazione:
{\displaystyle F_{n-r}F_{n+r}-F_{n}^{2}=(-1)^{n-r+1}F_{r}^{2}}
che, ponendo {\displaystyle r=1}, diventa
{\displaystyle F_{n-1}F_{n+1}-F_{n}^{2}=(-1)^{n}F_{1}^{2}=(-1)^{n}}
cioè l'identità di Cassini.
Più recentemente, nel 1989, Steven Vajda ha pubblicato questa ulteriore generalizzazione:
{\displaystyle F_{n+i}F_{n+j}-F_{n}F_{n+i+j}=(-1)^{n}F_{i}F_{j}}
Ovviamente anche da questa identità si ricavano come casi particolari le altre due:
- l'identità di Cassini si ottiene ponendo {\displaystyle i=-1,\;j=1}
- l'identità di Catalan si ottiene ponendo {\displaystyle i=-r,\;j=r}

applicando l'estensione di Fibonacci agli indici negativi: {\displaystyle F_{-n}=(-1)^{n+1}F_{n}} .

## Dimostrazione dell'identità generalizzata
Vogliamo dimostrare che
{\displaystyle F_{n+i}F_{n+j}-F_{n}F_{n+i+j}=(-1)^{n}F_{i}F_{j}}
Poniamo
{\displaystyle {\begin{aligned}\Phi ={\frac {1+{\sqrt {5}}}{2}}\\\varphi ={\frac {1-{\sqrt {5}}}{2}}\end{aligned}}}
Applicando la Formula di Binet, secondo cui si ha che
{\displaystyle F_{n}={\frac {\Phi ^{n}-\varphi ^{n}}{\sqrt {5}}}}
e osservando che {\displaystyle \Phi \varphi =-1}, per il primo prodotto al primo membro risulta
{\textstyle 5F_{n+i}F_{n+j}=(\Phi ^{n+i}-\varphi ^{n+i})(\Phi ^{n+j}-\varphi ^{n+j})=\Phi ^{2n+i+j}+\varphi ^{2n+i+j}-(\Phi \varphi )^{n}(\Phi ^{j}\varphi ^{i}+\Phi ^{i}\varphi ^{j})=\Phi ^{2n+i+j}+\varphi ^{2n+i+j}-(\Phi ^{j}\varphi ^{i}+\Phi ^{i}\varphi ^{j})(-1)^{n}}
Per il secondo prodotto a primo membro abbiamo
{\textstyle 5F_{n}F_{n+i+j}=(\Phi ^{n}-\varphi ^{n})(\Phi ^{n+i+j}-\varphi ^{n+i+j})=\Phi ^{2n+i+j}+\varphi ^{2n+i+j}-(\Phi \varphi )^{n}(\Phi ^{i+j}+\varphi ^{i+j})=\Phi ^{2n+i+j}+\varphi ^{2n+i+j}-(\Phi ^{i+j}+\varphi ^{i+j})(-1)^{n}}
Sottraendo la seconda espressione dalla prima, si ottiene
{\textstyle 5(F_{n+i}F_{n+j}-F_{n}F_{n+i+j})=(\Phi ^{i+j}+\varphi ^{i+j}-\Phi ^{j}\varphi ^{i}-\Phi ^{i}\varphi ^{j})(-1)^{n}=(-1)^{n}[\Phi ^{i}(\Phi ^{j}-\varphi ^{j})-\varphi ^{j}(\Phi ^{i}-\varphi ^{i})]=(-1)^{n}(\Phi ^{i}-\varphi ^{i})(\Phi ^{j}-\varphi ^{j})=5(-1)^{n}F_{i}F_{j}}
e infine, dividendo per {\displaystyle 5},
{\displaystyle F_{n+i}F_{n+j}-F_{n}F_{n+i+j}=(-1)^{n}F_{i}F_{j}}